# 山本大輔 (演出家)
山本 大輔（やまもと だいすけ、1976年8月30日- ）は、日本のテレビドラマ監督である。
三重県鈴鹿市出身。横浜国立大学卒業。1999年にアズバーズ入社。2025年４月よりフリーとして活動している。

## 主な作品

### 演出

#### バラエティ
- DD-BOYS（2006年、テレビ朝日/アズバーズ）

#### テレビドラマ
- 減量ボクサー（2009年、BeeTV/アズバーズ）
- POWER GAME 〜パワーゲーム〜（2013年、NHK BSプレミアム）
- 出張鑑定人・宝来伝吉（2014年、フジテレビ/アズバーズ）
  - 出張鑑定人・宝来伝吉2 （2016年フジテレビ/アズバーズ）
- 逆転報道の女4（2014年、ABC/アズバーズ）
  - 逆転報道の女5（2016年、ABC/アズバーズ）
  - 逆転報道の女final（2020年、ABC/アズバーズ）
- 民王（2015年、テレビ朝日/アズバーズ）
  - 民王スピンオフ 〜恋する総裁選〜（2016年、テレビ朝日/アズバーズ）
  - 民王 番外編〜秘書貝原と6人の怪しい客〜（2016年、テレビ朝日/アズバーズ）
  - 民王R（2024年、テレビ朝日/アズバーズ）
- 黒い十人の女（2016年、読売テレビ/ホリプロ）
- パーフェクト弁護士・南蛇井律子（2017年、ABC/ファイン）
- オトナ高校（2017年、テレビ朝日/アズバーズ）
- ホリデイラブ 〜夫婦間恋愛〜（2018年、テレビ朝日/MMJ）
- おっさんずラブ シーズン1（2018年、テレビ朝日/アズバーズ）
  - おっさんずラブ-in the sky-（2019年、テレビ朝日/アズバーズ）
  - おっさんずラブ-リターンズ-（2024年、テレビ朝日/アズバーズ）
- 深夜のダメ恋図鑑（2018年、ABC/ファイン）
- おしい刑事（2019年、NHK BSプレミアム/ホリプロ）
  - やっぱりおしい刑事（2021年、NHK BSプレミアム）
- 緊急取調室 3rd SEASON（2019年、テレビ朝日/アズバーズ）
- サイン -法医学者 柚木貴志の事件-（2019年、テレビ朝日/トータルメディアコミュニケーション）
- 女子高生の無駄づかい（2020年、テレビ朝日/MMJ）
- 妖怪シェアハウス（2020年、テレビ朝日/角川大映スタジオ）
  - 妖怪シェアハウス -帰ってきたん怪-（2022年、テレビ朝日/角川大映スタジオ）
- 漂着者（2021年、テレビ朝日/アズバーズ）
- 彼女、お借りします（2022年、ABCテレビ/テレビ朝日）
- Sister（2022年、読売テレビ/大映テレビ）
- 星降る夜に（2023年、テレビ朝日/MMJ）
- ハヤブサ消防団（2023年、テレビ朝日/MMJ）
- 約束 〜16年目の真実〜（2024年、読売テレビ/ホリプロ）
- プライベートバンカー（2025年、テレビ朝日/アズバーズ）
- 笑ゥせぇるすまん（2025年、Amazon Prime Video /FCC）
- DOCTOR PRICE（2025年、読売テレビ/スタジオブルー）

#### ライブ映像
- AAA DOME TOUR 15th ANNIVERSARY -thanx AAA lot- 幕間映像（2021年）

## 受賞歴
- 第86回ザテレビジョンドラマアカデミー賞監督賞（2015年『民王』）[1]
- 第97回ザテレビジョンドラマアカデミー賞監督賞（2018年『おっさんずラブ』） - 瑠東東一郎、Yuki Saitoと共に[2]